# Abengibre

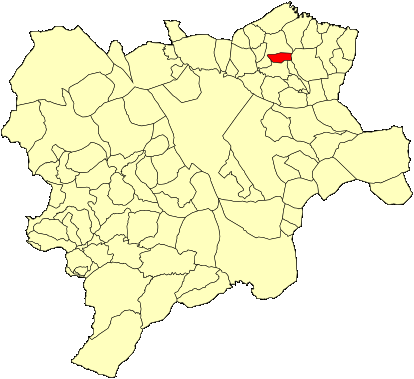
Localização de Abengibre

Abengibre é um município da Espanha na província de Albacete, comunidade autónoma de Castela-Mancha, de área 30,82 quilômetros quadrados com população de 977 habitantes (2004) e densidade populacional de 31,70 hab/km².

## Demografia
| Variação demográfica do município entre 1991 e 2004 | Variação demográfica do município entre 1991 e 2004 | Variação demográfica do município entre 1991 e 2004 | Variação demográfica do município entre 1991 e 2004 |
| --------------------------------------------------- | --------------------------------------------------- | --------------------------------------------------- | --------------------------------------------------- |
| 1991                                                | 1996                                                | 2001                                                | 2004                                                |
| 1065                                                | 1019                                                | 950                                                 | 977                                                 |